# Русо-Валахія
Русо-Валахія — назва Молдовського князівства в деяких середньовічних слов'янських джерелах. Назва походить від двох етнічних спільнот, які домінували у князівстві — русинів та волохів.
Середньовічна Молдова була одним із спадкоємцем Русі. Так само як і у Великому князівстві Литовському, Руському та Жемайтійському офіційною мовою та мовою богослужінь у Русо-Валахії була церковно-сло’вянська мова. 
Певний період існувала Молдовську митрополію називало русо-валаською. Становлення православної Молдавської митрополії відбулось за сприяння Галицької митрополії. Після 1371 року, на прохання молдавського воєводи Петру Мушата, Галицький митрополит Антоній рукоположив для Молдови двох єпископів — Йосипа та Мелетія. Лише від 1401 року Константинопольський патріарх Матфей І виділив із Галицької окрему Русо-влаську митрополію з кафедрою в Сучаві. 